# Međuvođe
Međuvođe (en serbe cyrillique : Међувође) est un village de Bosnie-Herzégovine. Il est situé dans la municipalité de Kozarska Dubica et dans la république serbe de Bosnie. Selon les premiers résultats du recensement bosnien de 2013, il compte 334 habitants.

## Démographie

### Évolution historique de la population dans la localité
| 1948 | 1953 | 1961 | 1971 | 1981 | 1991 | 2013 |
| ---- | ---- | ---- | ---- | ---- | ---- | ---- |
| 530  | 669  | 552  | 655  | 577  | 529, | 334  |

|  |

### Communauté locale
En 1991, la communauté locale de Međuvođe comptait 2 096 habitants, répartis de la manière suivante :